# Manzanal de Arriba
Manzanal de Arriba è un comune spagnolo di 459 abitanti situato nella comunità autonoma di Castiglia e León.